# مجموعه چلقایی
مجموعه چلقایی مربوط به دوران‌های تاریخی پس از اسلام است و در شهرستان بناب، بخش مرکزی، روستای چلقایی واقع شده و این اثر در تاریخ ۲۴ تیر ۱۳۸۲ با شمارهٔ ثبت ۹۱۷۳ به‌عنوان یکی از آثار ملی ایران به ثبت رسیده است.